# Samuha

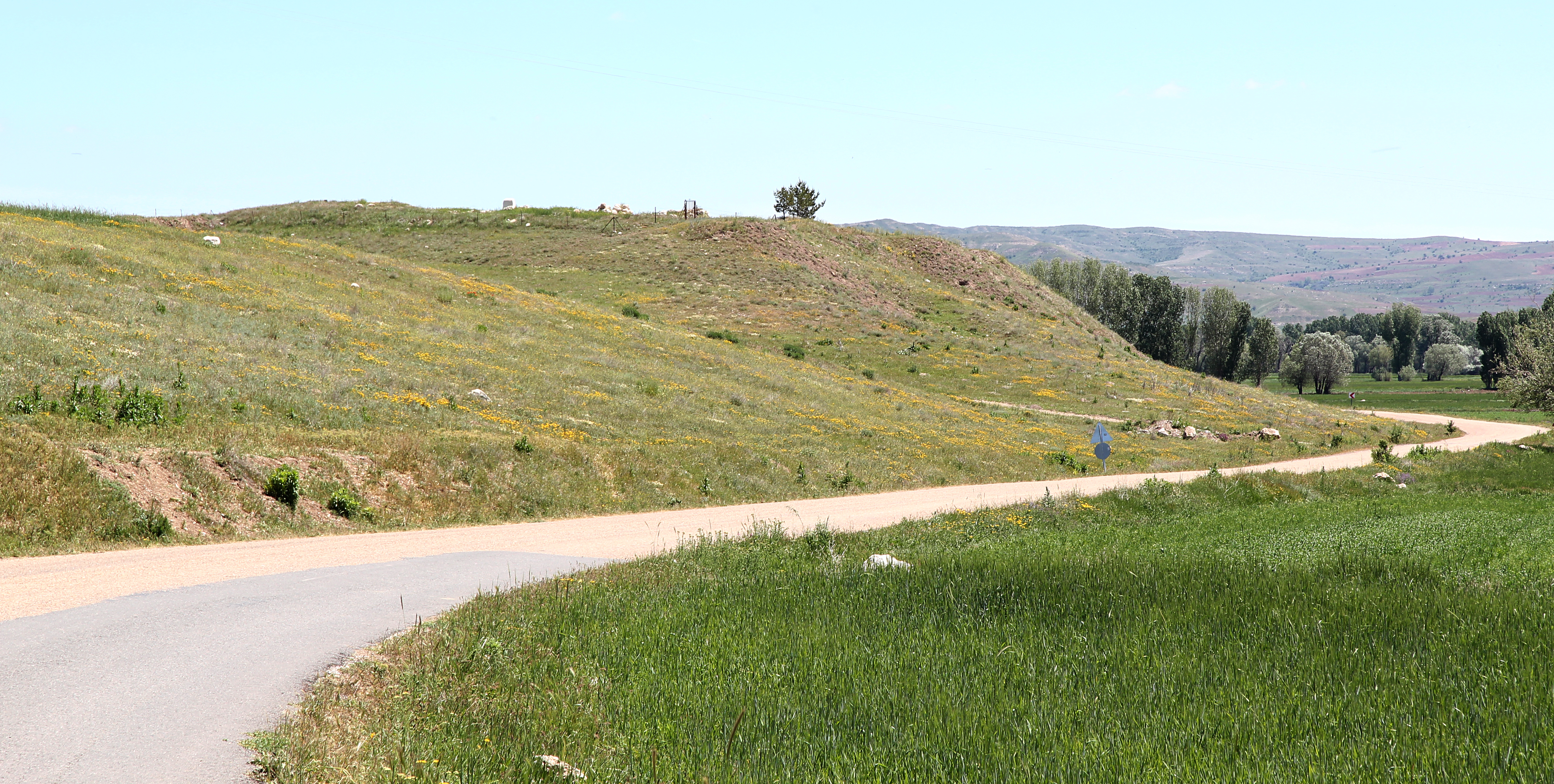
Kayalıpınar, village perché près de Yıldızeli dans la province de Sivas, Anatolie centrale

Samuha est une ancienne cité du royaume des Hittites, située dans l'Anatolie centrale dans la région du Haut Kizilirmak, dont l'emplacement exact n'a pas été déterminé par les recherches archéologiques, bien que plusieurs éléments plaident en faveur du site de Kayalıpınar fouillé par des archéologues allemands. Il s'agissait d'un centre administratif et religieux important du « Haut Pays » des Hittites. La divinité tutélaire de la ville était la grande déesse connue sous le nom d'Ishtar en Mésopotamie et de Shaushga chez les Hourrites. 
Samuha fut une résidence royale sous le règne de Tudhaliya III et au début de celui de Suppiluliuma (c. 1350-1322 av. J.-C.), au moment où le royaume hittite traversait une crise profonde face aux menaces de plusieurs royaumes voisins et après la perte de sa capitale traditionnelle Hattusa, ravagée par les Gasgas. Elle servit alors de base pour la reconquête qui amena à la constitution de l'empire hittite dans la seconde moitié du XIVe siècle av. J.-C.